# Acidiferrobacter
Genre
Espèces de rang inférieur
- Acidiferrobacter thiooxydans
- unclassified Acidiferrobacter sp

Les Acidiferrobacter forment un genre de bactéries gram négatives, acidophiles, thermotolérantes et anaérobies facultatives. Elles font partie de la famille Acidiferrobacteraceae dans l'ordre Acidiferrobacterales, de l'embranchement des Pseudomonadota.

## Taxonomie

### Étymologie
La famille Acidiferrobacteraceae a été nommée ainsi d'après le genre type qui lui a été assigné, Acidiferrobacter. L'étymologie du genre Acidiferrobacter est la suivante : A.ci.di.fer.ro.bac’ter L. neut. adj. acidum, un acide; du L. masc. adj. acidus, acide; L. neut. n. ferrum, fer; N.L. masc. n. bacter, bâtonnet; N.L. masc. n. Acidiferrobacter, un bâtonnet oxydant les ions ferreux et aimant l'acidité,.

### Historique
Le genre Acidiferrobacter a été décrit à partir d'une souche bactérienne dénommée «m-1» et identifiée comme une souche de Thiobacillus ferrooxidans mais dont la phylogénie sur la base de l'ARN ribosomal 16S la positionnait proche des Ectothiorhodospira et seulement de manière distante des bactéries du genre Acidithiobacillus capable d'oxyder le fer. Ce genre a donc été tout d'abord classé parmi la famille Ectothiorhodospiraceae,. De nouvelles études phylogénétiques permettent la création de  l'ordre Acidiferrobacterales  et de la famille Acidiferrobacteraceae dans lesquels ont été déplacé en 2015 les genres Acidiferrobacter et Sulfurifustis.

### Liste des espèces
Selon la LPSN (31 août 2022), il n'y a actuellement qu'une seule espèce officiellement nommée, mais il y a aussi des souches qui ne peuvent être classées dans l'espèce type :
- Acidiferrobacter thiooxydans, espèce type du genre
- unclassified Acidiferrobacter sp

## Description
Lors de sa description de 2011, le genre Acidiferrobacter comprend des bactéries gram négatives, acidophiles, thermotolérantes et anaérobies facultatives.